# Tea Petrin
Tea (Terezija) Petrin, slovenska ekonomistka, profesorica, političarka in diplomatka, * 9. julij 1944, Celje, † 3. april 2023
Leta 1969 je diplomirala na Ekonomski fakulteti Univerze v Ljubljani. Podiplomski študij je končala leta 1971 na Louisiana State University v New Orleansu, ZDA, in pridobila naziv magistrice ekonomskih znanosti. Leta 1981 je na Ekonomski fakulteti Univerze v Ljubljani, kjer je delovala, doktorirala iz ekonomskih znanosti. 
Bila ministrica za gospodarske dejavnosti v 4., 6. in 7. vladi Republike Slovenije, od 20. aprila 1999 do 7. junija 2000 ter od 30. novembra 2000 do 20. aprila 2004.
Od junija 2004 do konca leta 2008 je bila veleposlanica na Nizozemskem.
Bila je redna profesorica (od 1993) in predstojnica Katedre za podjetništvo na Ekonomski fakulteti Univerze v Ljubljani ter kot članica senata Univerze v Ljubljani. Bila je gostujoča profesorica na Univerzi Massachusetts v Amherstu in na Univerzi Kalifornije v Berkeleyu.
Sodelovala je s Svetovno banko za obnovo in razvoj pri oceni finančnega potenciala novega podjetništva v Sloveniji in pri pripravi predloga za ustanovitev Agencija za prestrukturiranje in razvoj Republike Slovenije ter Razvojnega fonda Republike Slovenije.
Po upokojitvi jo je Univerza v Ljubljani leta 2014 imenovala za zaslužno profesorico .

## Sklic
1. ↑  »Na sončen dan, 3. aprila 2023, je odšla Tea Terezija Petrin, ministrica, veleposlanica in profesorica (Osmrtnica)«. Delo. 5. april 2023. str. 19.

| Politične funkcije         | Politične funkcije                                                              | Politične funkcije         |
| -------------------------- | ------------------------------------------------------------------------------- | -------------------------- |
| Predhodnik: Metod Dragonja | Minister za gospodarstvo Republike Slovenije 20. april 1999 - 7. junij 2000     | Naslednik: Jože Zagožen    |
| Predhodnik: Jože Zagožen   | Minister za gospodarstvo Republike Slovenije 30. november 2000 - 20. april 2004 | Naslednik: Matej Lahkovnik |